# 三上枝織のみかっしょ!
『三上枝織のみかっしょ!』（みかみしおりのみかっしょ）は、2015年10月5日から2017年6月29日まで文化放送超!A&G+で放送され、2017年7月6日より、毎月第1・第3木曜日にニコニコチャンネルで配信されているマリン・エンタテインメント制作のラジオ番組である。愛称は「みかっしょ」。パーソナリティは声優の三上枝織。

## 番組概要
三上枝織の色々な面を引き出しつつ、リスナーと作り上げていくラジオ番組。タイトルの「みかっしょ」とは、「三上といっしょ」の略。

三上の好物であるウインナーの話や、ウインナーなどに絡んだ食事話、出身地である青森にちなんだ話や企画が多い。
放送開始は三上がリーダーを務めた「A&G NEXT GENERATION Lady Go!!」の終了から3日後であり、Lady Go!!のイベントやグッズの発売はこの番組で宣伝されることもあった。

### 配信日時
現在の配信時間
Web動画配信（ニコニコ動画 ニコニコチャンネル 三上枝織のみかっしょ!）
- 2017年7月6日 -

毎月第1・第3木曜日更新（1週間無料配信。有料会員は1週間後も視聴可能。）
※有料会員は同時配信の おまけ放送を視聴可能。
過去の配信時間
本放送（超!A&G+）
- 2016年4月7日 - 2017年6月29日

毎週木曜日19:30 - 20:00（収録放送）
- 2015年10月5日 - 2016年3月28日

毎週月曜日26:30 - 27:00（収録放送）
リピート放送（超!A&G+）　
- 2016年4月8日 - 2017年6月30日

毎週金曜日7:30 - 8:00
- 2015年10月6日 - 2016年3月29日

毎週火曜日15:00 - 15:30
Web配信（ニコニコ動画 ニコニコチャンネル 三上枝織のみかっしょ!）
- 2016年12月4日 - 2017年7月2日

毎週日曜日（1週間無料配信。有料会員は1週間後も視聴可能。）
※有料会員は同時配信の おまけ放送を視聴可能。

## コーナー
共有体験！みんなといっしょ！
毎回三上がお題を決めて、それをリスナーが一人で達成するというコーナー（過去には一人焼肉、空の写真を撮影、一人カラオケなど）。達成した証拠として領収書や景色の写真などをメールに添付する。
ぜったいバチッと決まる相談コーナー！
始めから答えが決まっている相談に、リスナーが質問を考えていくコーナー。
ふつおた未満 ラジオスタンプ！
普段思った何気ないことを気軽に送り、サンプラーに用意した“ラジオスタンプ”を使って三上が判定していくコーナー。
いい女の条件
いい女を目指す三上のために、リスナーの思う「いい女」の持論を募集するコーナー。
拡散希望！
自分がどうしても伝えたいことを140文字でまとめて送ってもらうコーナー。採用されたものは実際に番組公式ツイッターで呟かれる。
勘違い撲滅委員会
リスナーからコーナー宛に送られたメールを三上が読んで、そのリスナーが異性と付き合えるかどうか「脈アリ」と「勘違い野郎」で判断するコーナー。
三上のツッコミ道場
リスナーから送られた写真にツッコミを入れていくコーナー。2020年6月6日に開催予定だったイベントのゲストの種田梨沙がボケた時に、三上がツッコミを入れられるようにツッコミを強化するためのコーナーでもあった。
コーナー以外でも随時普通のお便り（ふつおた）は募集している。

## イベント
- マリコレライブ2016[3]　（2016年2月14日）

会場：豊洲PIT

## 主題歌
- オープニング：三上枝織「Stand by」
- エンディング：三上枝織「恋のカケラ」